# 안드레아 만토바니
안드레아 만토바니(이탈리아어: Andrea Mantovani, 1984년 6월 22일, 토리노 ~ )는 이탈리아의 전 축구 선수이다.

## 우승 경력
우승
- UEFA U-19 축구 선수권 대회: 2003
- U-20 4개국 토너먼트: 2006
- 세리에 B: 2008

준우승
- 세리에 B: 2005